# 智頭町立富沢小学校
智頭町立富沢小学校（ちづちょうりつ とみざわしょうがっこう）は、かつて鳥取県八頭郡智頭町新見にあった公立小学校。
2012年4月に智頭町内の小学校6校が智頭町立智頭小学校に統合されるのに伴い、同年3月25日をもって閉校された。

## 沿革
- 1875年（明治8年）9月 - 新見学校を開設。[1]
- 1875年（明治8年）12月 - 宇波、口波多支校を開設。
- 1882年（明治15年）4月 - 中田小学校と改称。宇波、口波多支校を分校とする。
- 1887年（明治20年）3月 - 宇波、口波多分校が簡易小学校となる。
- 1890年（明治23年） - 中田簡易小学校と改称。
- 1892年（明治25年）9月 - 中田尋常小学校と改称。宇波、口波多簡易小学校を統合し出会分教室となる。
- 1894年（明治27年）3月 - 富沢尋常小学校と改称。
- 1897年（明治30年）10月 - 出会分教室を出会分校と改称。
- 1919年（大正8年） - 出会分校を廃止。
- 1923年（大正12年）4月 - 富沢尋常高等小学校と改称。
- 1941年（昭和16年）4月1日 - 国民学校令により富沢国民学校と改称。
- 1947年（昭和22年）4月1日 - 学制改革により智頭町立富沢小学校と改称。
- 2012年（平成24年）3月25日  - 閉校式挙行。

## 進学先中学校
- 智頭町立智頭中学校

## アクセス
- 智頭駅前：智頭町民すぎっ子バス富沢線「学校前」下車。